# Yukarıkarataş, Ceylanpınar
Yukarıkarataş là một xã thuộc huyện Ceylanpınar, tỉnh Şanlıurfa, Thổ Nhĩ Kỳ. Dân số thời điểm năm 2011 là 817 người.